# Pan de ánimas
Antiguamente en España, los panes de ánimas, panes de difunto o de muerto eran unos panes que se preparaban, se bendecían y se ofrendaban a los seres queridos fallecidos durante el Día de Todos los Santos y de los Fieles Difuntos (1 y 2 de noviembre). Históricamente el pan en Europa y en la religión cristiana estuvo relacionado tanto con lo divino como con la muerte. Esta relación entre el pan y la muerte se remonta hasta tiempos inmemoriales, pues los antiguos egipcios ya preparaban ofrendas mortuorias de pan de trigo. También son conocidos como pan bendito o pan de caridad. La tradición de los panes mortuorios en España queda recogida por el antropólogo Luis de Hoyos Sainz en la publicación Folklore español del culto a los muertos (1945), aunque hace notar que estas tradiciones se han ido dejando de practicar, primero en las grandes ciudades y luego en los pueblos. Hoy en día, los panes de ánimas tienen algunos derivados, recetas que se han reconvertido en panes dulces propios de Todos los Santos, como la fogassa de Valencia o los panellets catalanes.

## Pan y religión
El pan cobraba especial importancia ritual durante los eventos religiosos del cristianismo, como la cuaresma o la Semana Santa. El pan en el cristianismo representa un símbolo de fertilidad, en especial el proceso de fermentación. En época antigua se desconocían las causas por las cuales la masa de pan doblaba su tamaño y el fenómeno era asociado alegóricamente a la gestación de una nueva vida. El pan también simbolizaba la fraternidad entre cristianos, y se regalaba a los recién casados el día de su boda, y como ofrenda de las distintas ceremonia. Las ofrendas de pan también se asociaban con la muerte, siendo el pan una ofrenda común durante los funerales. Cuando fallecía un ser querido, «debía haber pan en la casa para facilitar el tránsito». Jean-François Peyron y otros muchos viajeros europeos que fueron a España entre los siglos XV y XVIII destacan el fervor español por el culto a la muerte. El carácter votivo del pan alcanza su máxima expresión durante la festa di San Giuseppe de Sicilia, por aquél entonces región hispana, donde los panes se colocan en altares el 19 de marzo. En zonas de la alta Lombardía (Italia), así como en la isla de Córcega (Francia) es típico elaborar pan dei morti, ‘pan de los muertos’, hecho de cacao, especias, pasas y galletas. En Siena, el pan de Todos los Santos se denomina pan co' santi, un pan dulce con pasas, nueces, anís y vin santo, también llamado igualmente pan dei morti. La tradición latinoeuropea llegó a América, donde se desarrollaron sendas tradiciones de pan para las ánimas, como el pan de muerto que se coloca en los altares mexicanos durante el Día de Muertos, o las t'anta wawa andinas que también se hacen para el 2 de noviembre.

Pan, ofrenda divina
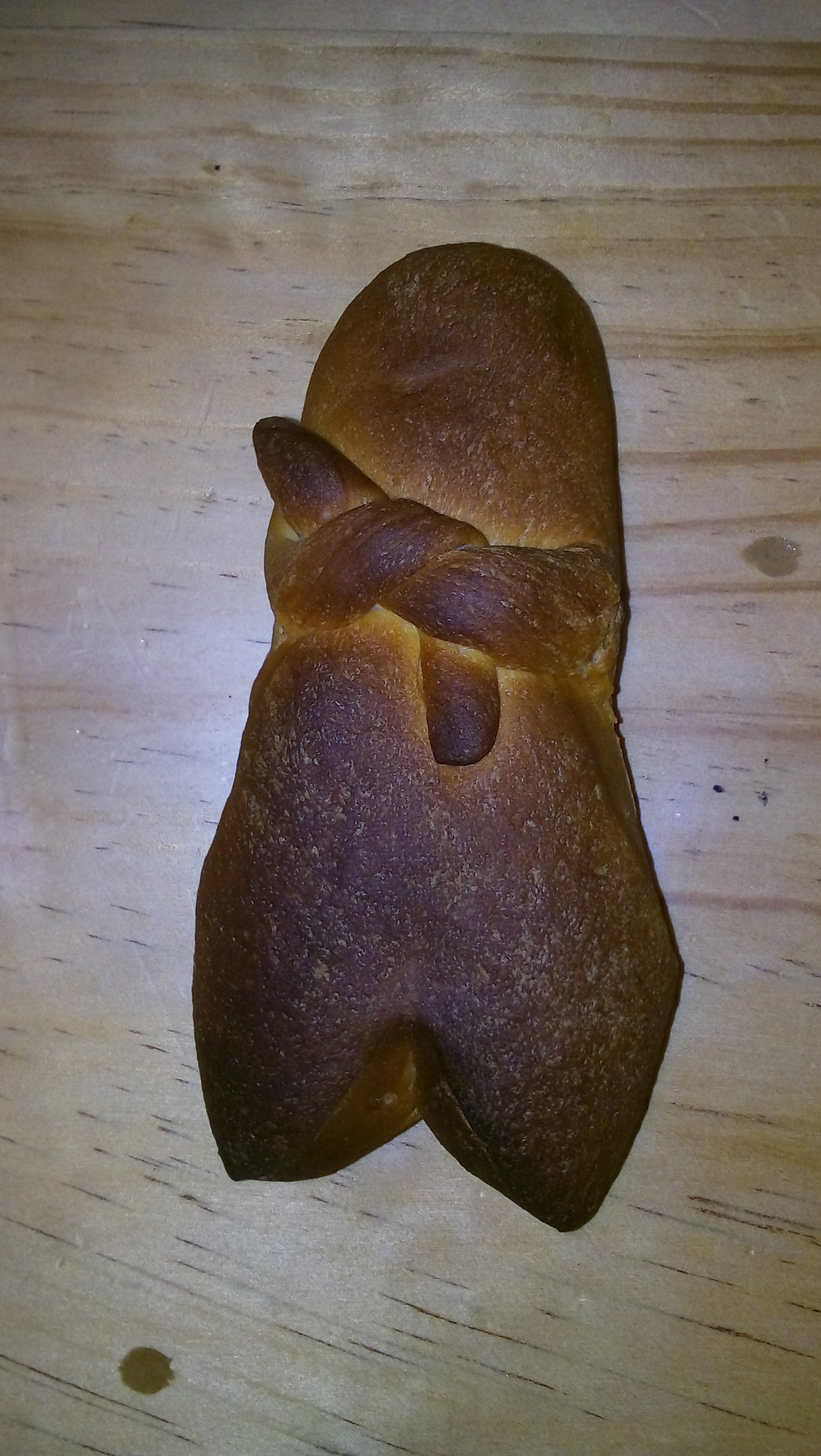
Pan de ánimas con forma antropomórfica
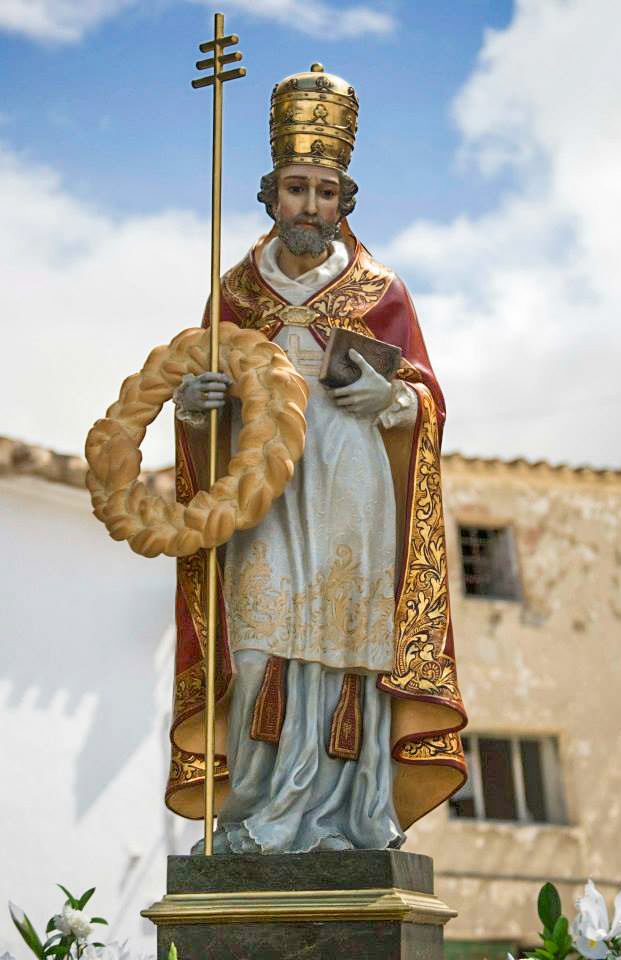
Los panes se ofrecen a San León en Benamaurel
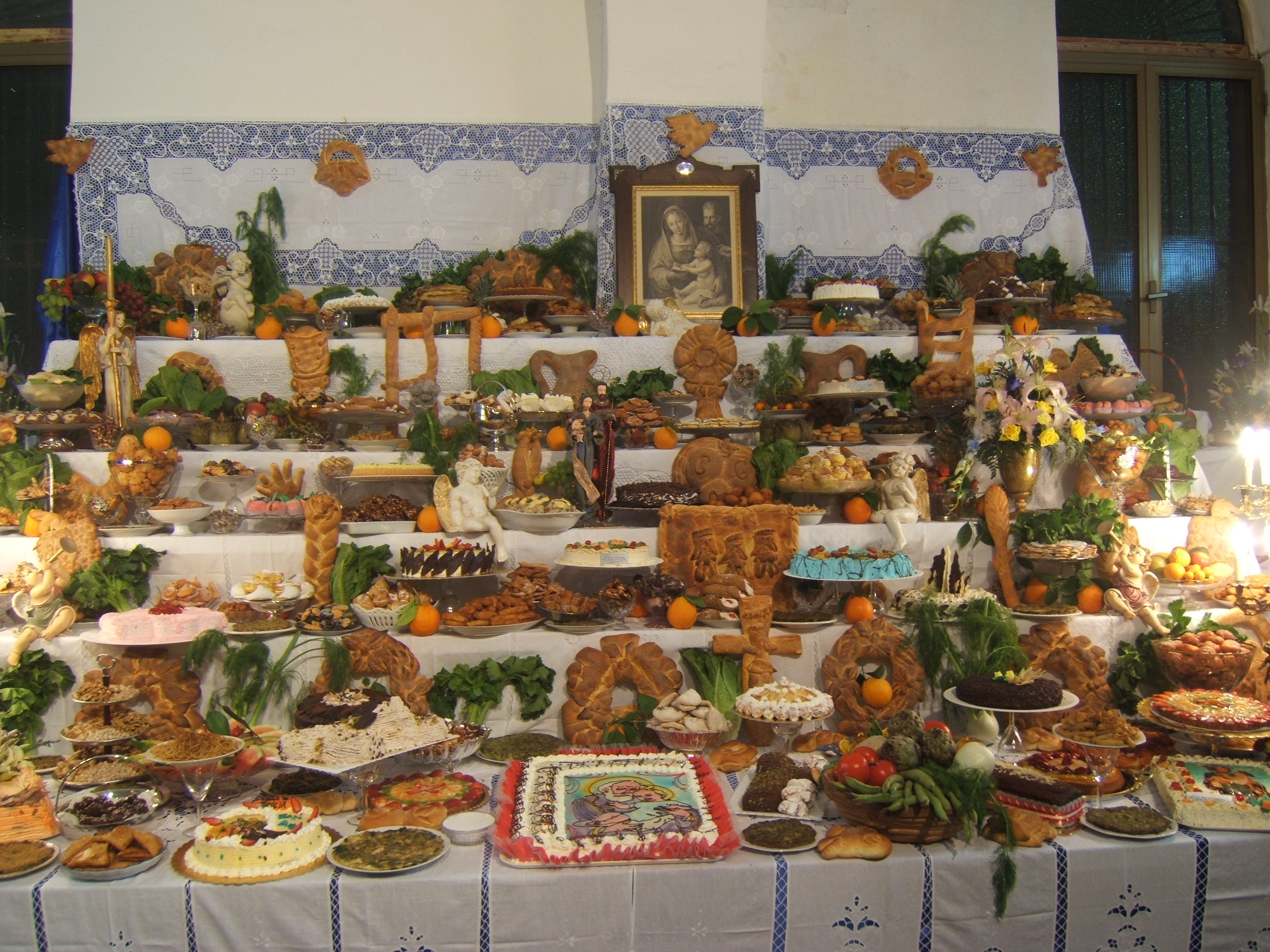
Tavolata (altar) di San Giuseppe con ofrendas de pan en la provincia de Enna, Sicilia
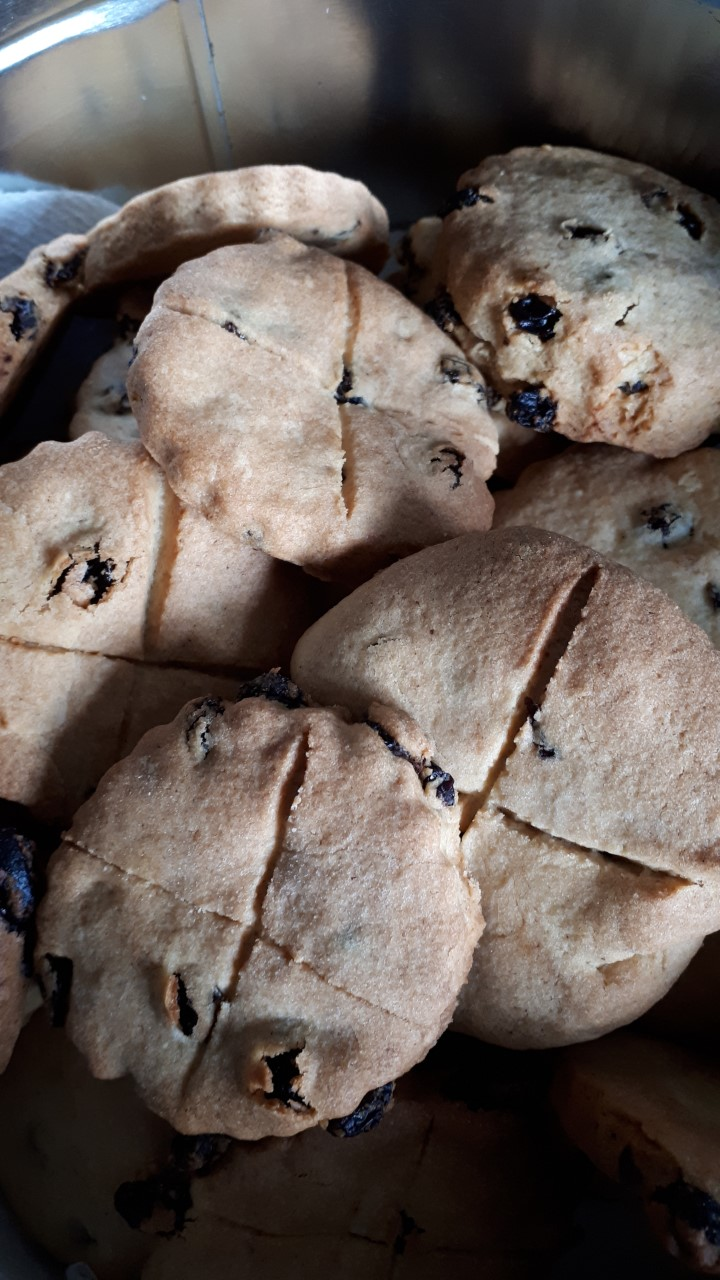
Soul cakes británicas
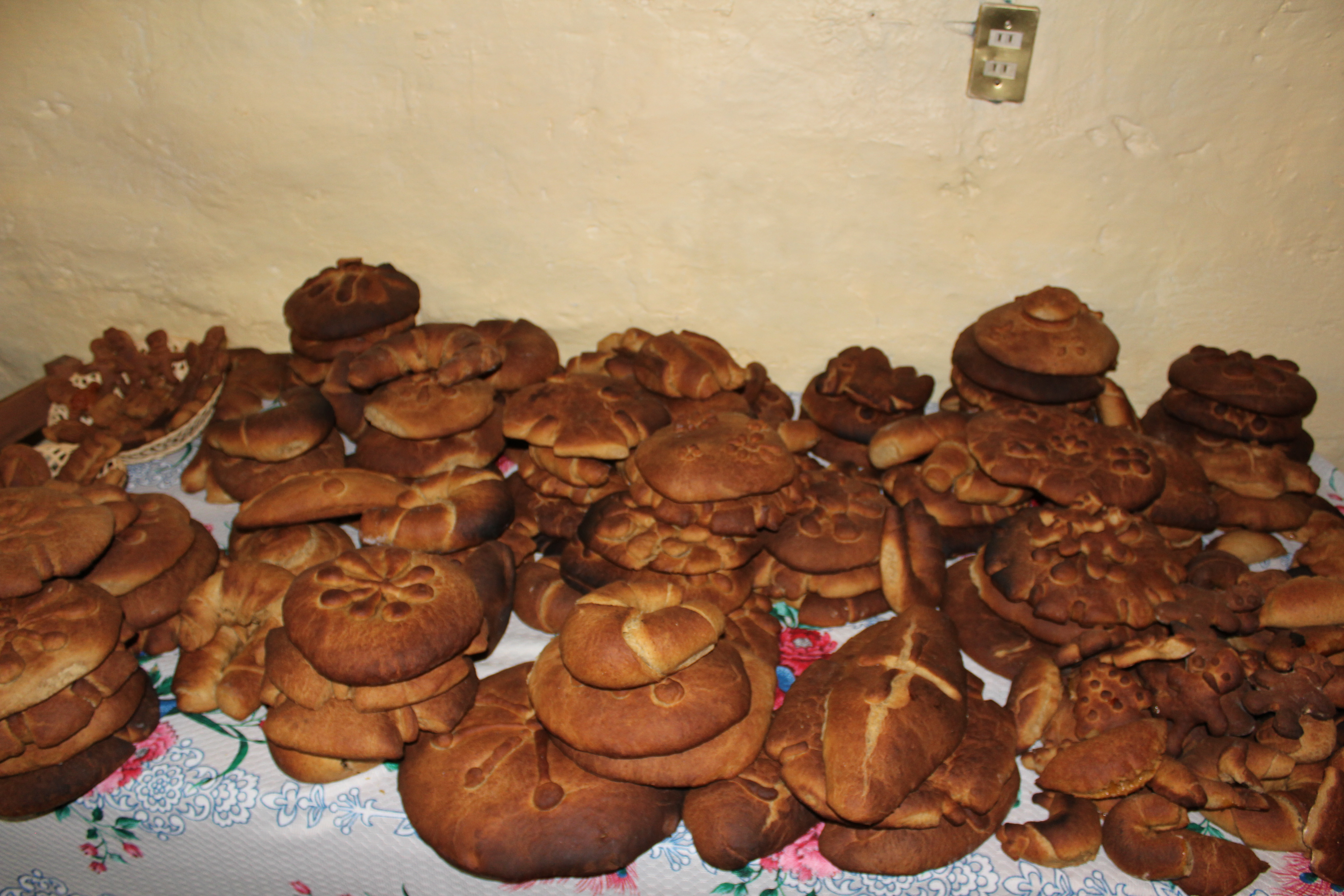
Panes de muerto de Texcoco, México
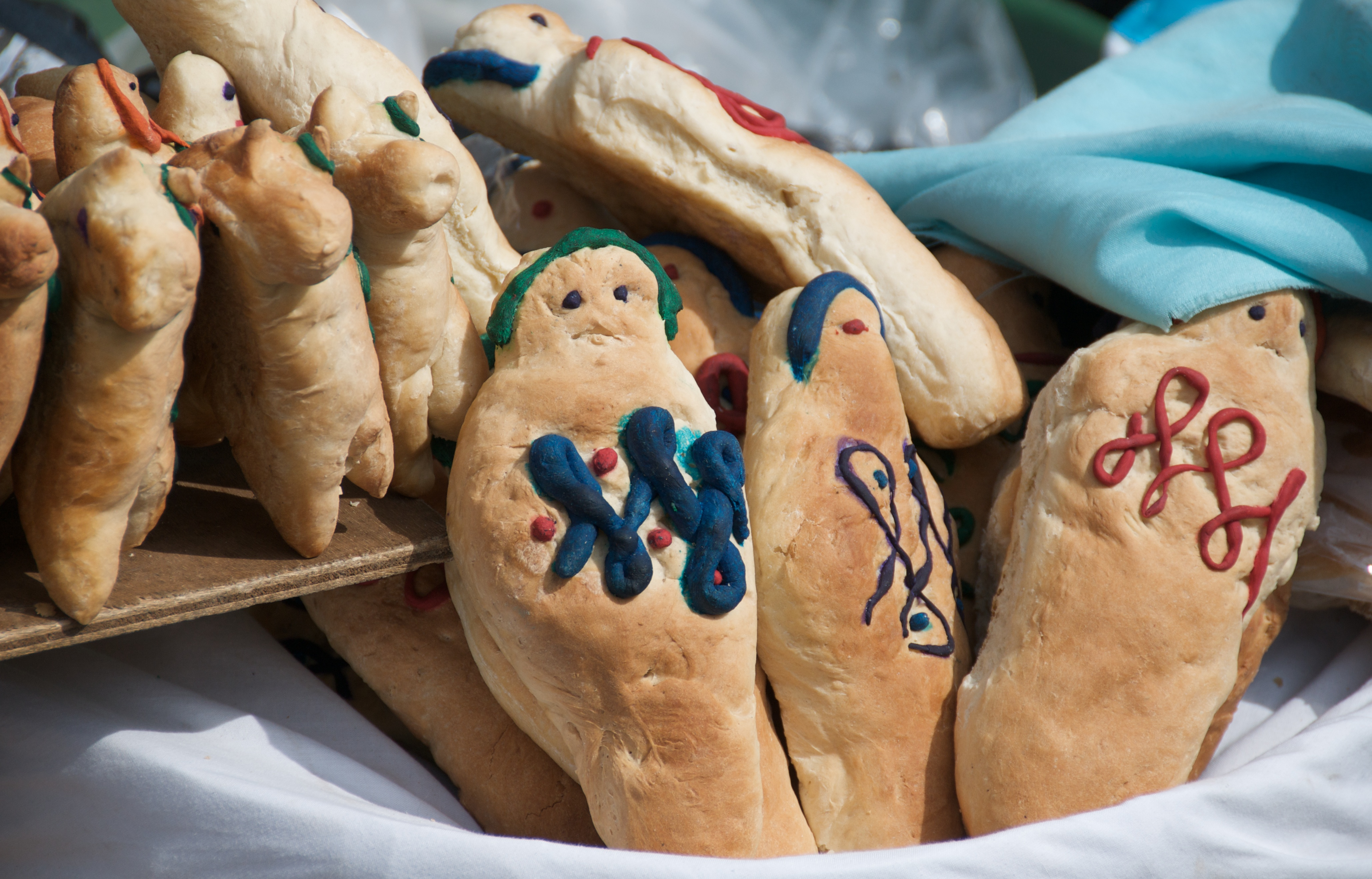
Guaguas de pan en Ecuador
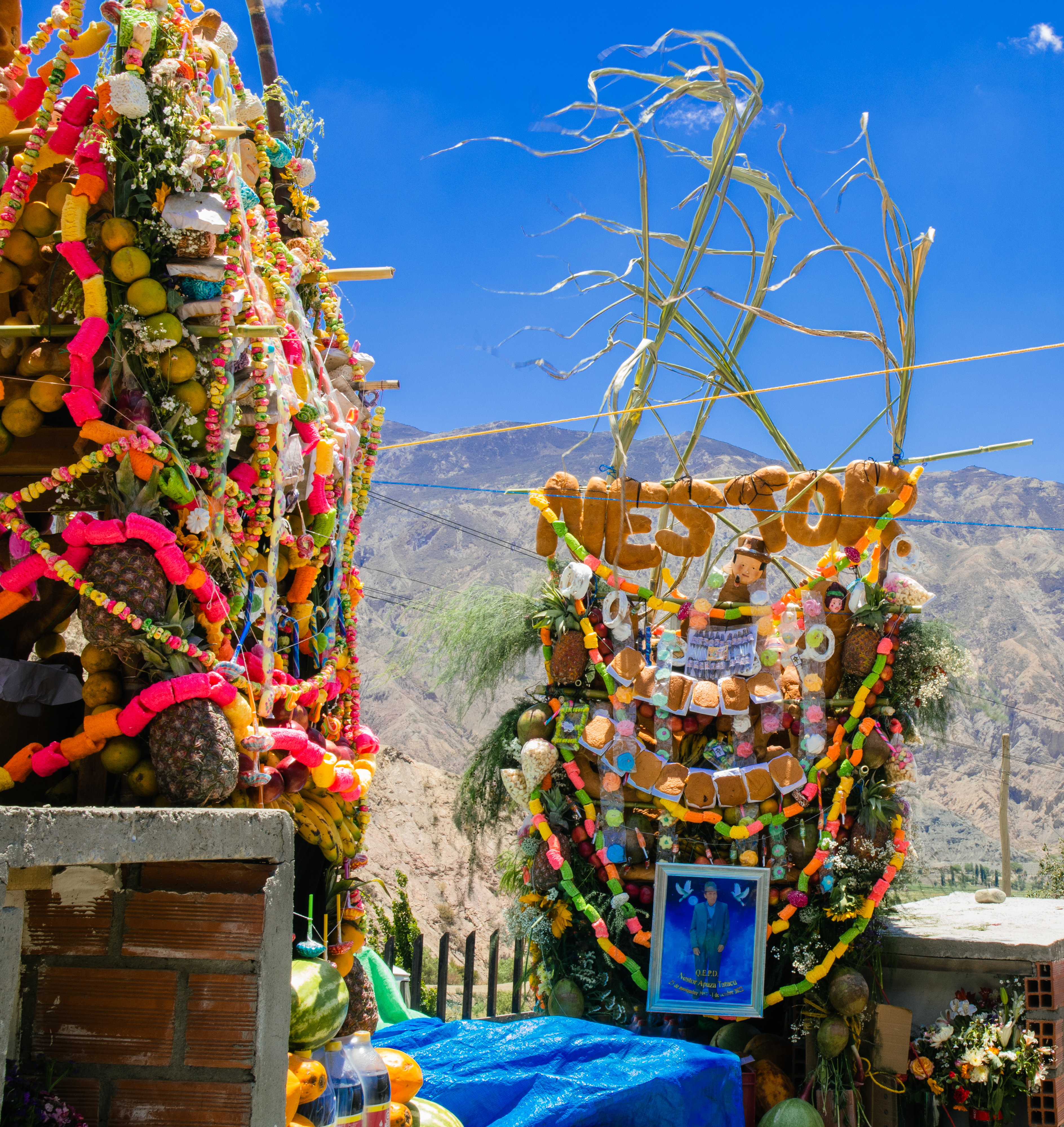
Letras de pan en una mesa de Todos Santos en el cementerio de Palomar (Departamento de La Paz, Bolivia).
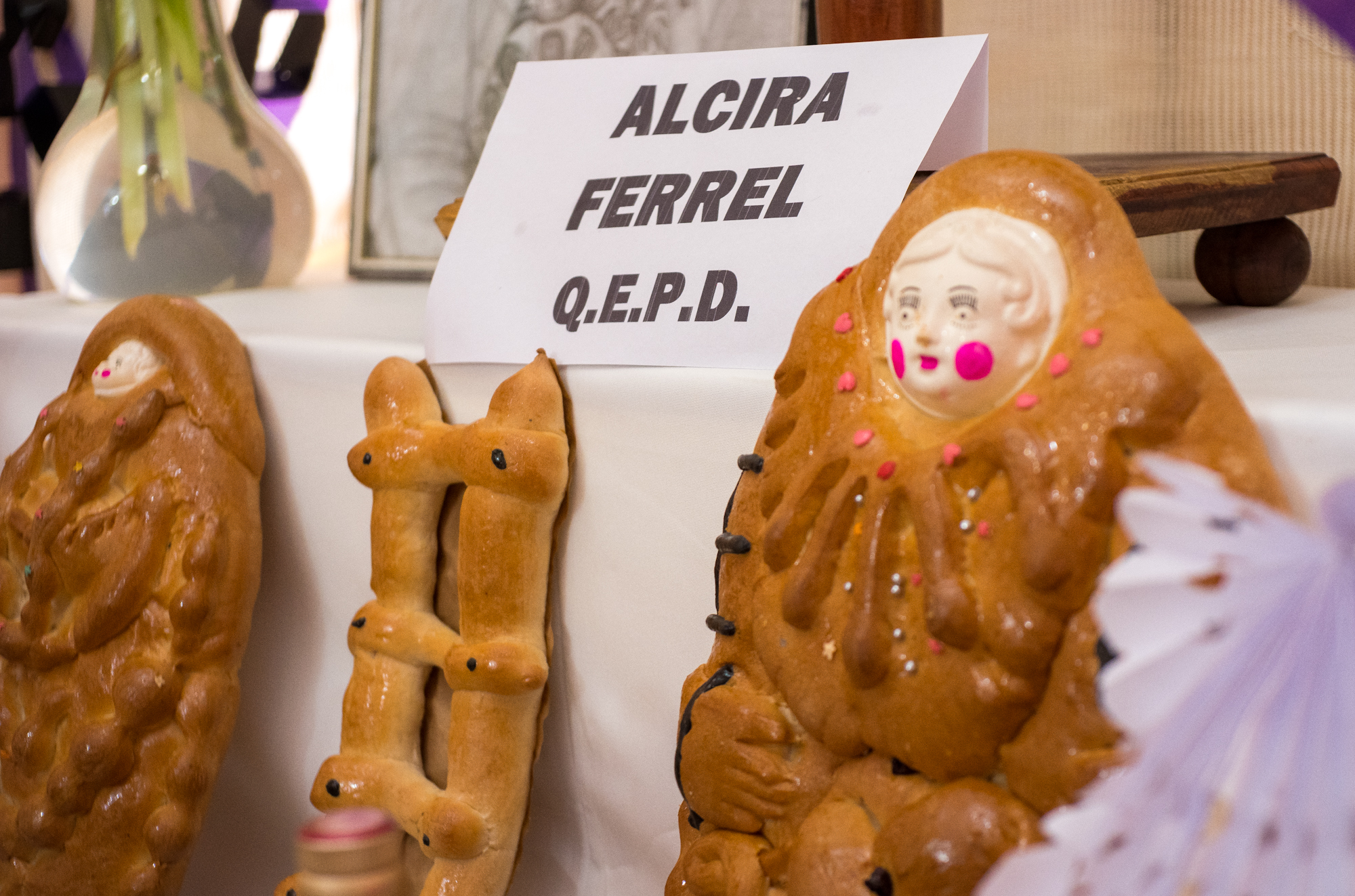
Ofrendas de pan a los difuntos.

En la actualidad, el pan ha perdido el carácter sagrado y relevante que históricamente ha tenido, y consecuentemente las prácticas culturales asociadas a él, como el pan de ánimas, han venido desapareciendo. El autor Ibán Yarza, que recorrió las 50 provincias españolas para estudiar su tradición panadera local, comenta que «el pan se ha desprestigiado o, mejor dicho, se ha desacralizado en el sentido de que era sagrado porque era lo que más se comía. Eso se ha acabado. La frase religiosa el pan nuestro de cada día ya no tiene sentido porque cada día se come menos pan y cada día sirve más para empujar. Nunca se ha comido menos pan que ahora».

## Cultura regional en España
Tal y como queda registrado en textos (ya en el siglo XVI), en la península ibérica era típico hacer una visita anual al cementerio y colocar pan, vino y flores sobre las sepulturas. El pan era una ofrenda común tanto en Todos los Santos como en los funerales en general, y en especial en el norte de la península ibérica. En multitud de iglesias norteñas, castellanas, aragonesas y catalanas, los feligreses llevaban panes, cocas y tortas el día de Todos los Santos y las daban al párroco, quien las bendecía y luego repartía. Con ellos se realizaban diferentes rituales según el lugar. Los panes bendecidos tenían carácter de ofrenda, y antes de consumirlos se rezaba un Padrenuestro por las almas de los difuntos. Las ofrendas de pan a los muertos eran llamadas «robos», y son una reminiscencia de la religión romana. La historiadora Dolors Sanahuja señala que «esta costumbre era antiquísima y a los panes bendecidos se le asociaban propiedades milagrosas». Una vez bendecido, el pan de ánimas se repartía como limosna entre los pobres. El carácter sagrado de este pan hizo que se prestara a la caridad, y la Iglesia comenzó a tolerar las rondas de mendicantes de comidas para los muertos, de ahí surgiendo la práctica actual de pedir puerta por puerta el día de Todos los Santos. En Canarias, una variante local es el Finados, Finaos o Pan por Dios, en el cual los niños tocan las puertas de sus vecinos pidiendo «¡pan por Dios!» o preguntando «¿Hay santitos?», a lo cual recibían pan de higos, frutas, frutos secos, etc.
Según De Hoyos, estos panes se elaboraban en diferentes partes de Castilla, como en Segovia, donde era llamado 'pan de ánima', Salamanca o León, donde era llamado 'pan de muerto' o 'pan de difuntos'. Durante la Misa de Ánimas en Zamora, se les llamaba «animeras» a las mujeres que se dedicaban a recoger los panes de muertos. En Toledo, los panes de Todos los Santos solían tener forma de cadáver amortajado. En estudios de etnógrafos portugueses como el de Leite de Vasconcelos se evidencia la continuidad de estas ofrendas de pan en las comarcas de Portugal, sin variación alguna con aquellas de España. A las viudas portuguesas era típico hasta hace poco donarles pan el día de Todos los Santos. En Sicilia, los panes de muerto se preparan con forma de persona con los brazos cruzados. En otros puntos de Europa se les daba a las masas formas de huesos humanos y se cubrían con azúcar
Por su parte en Galicia, el «pan de difuntos» se preparaba con harina de castaña. La castaña era un ingrediente típico gallego y especialmente del magosto (nombre gallego para Todos los Santos). Las castañadas como «yantar funerario» son típicas de la región leonesa, Asturias, Cantabria y Galicia, e incluso de Valladolid, Ávila y Extremadura. Según Hoyos Sainz, en la Cornisa Cantábrica el pan y otros alimentos se ponían sobre las tumbas de los difuntos la noche de todos los santos, cosa que hoy se ha sustituido por flores.
También en Cataluña es típica la castanyada como festividad otoñal. Se tiene constancia del pa d’ànimes por toda Cataluña, aunque las tradiciones asociadas a él varían entre pueblo y pueblo. En muchos se ofrendaba el pan en las bacías de difuntos los domingos, o en los funerales, o en días señalados como el 1 de noviembre. Inclusive, antiguamente en los hornos públicos se encontraba un armario llamado animer, en el cual se depositaban todos los panes que luego las mujeres daban a las almas de los difuntos. El pan de muertos catalán también se llamaba pa d’absoltes (absoltes es el nombre que reciben en catalán las oraciones que se dedican a los difuntos). Otro pan mortuorio catalán es el llamado pa de memòria, una hogaza con una cruz en medio que se repartía a los asistentes de un funeral después de comer juntos. Los parientes se llevaban a sus casas el pan y al comerlo, recordaban al fallecido dedicándole oraciones.

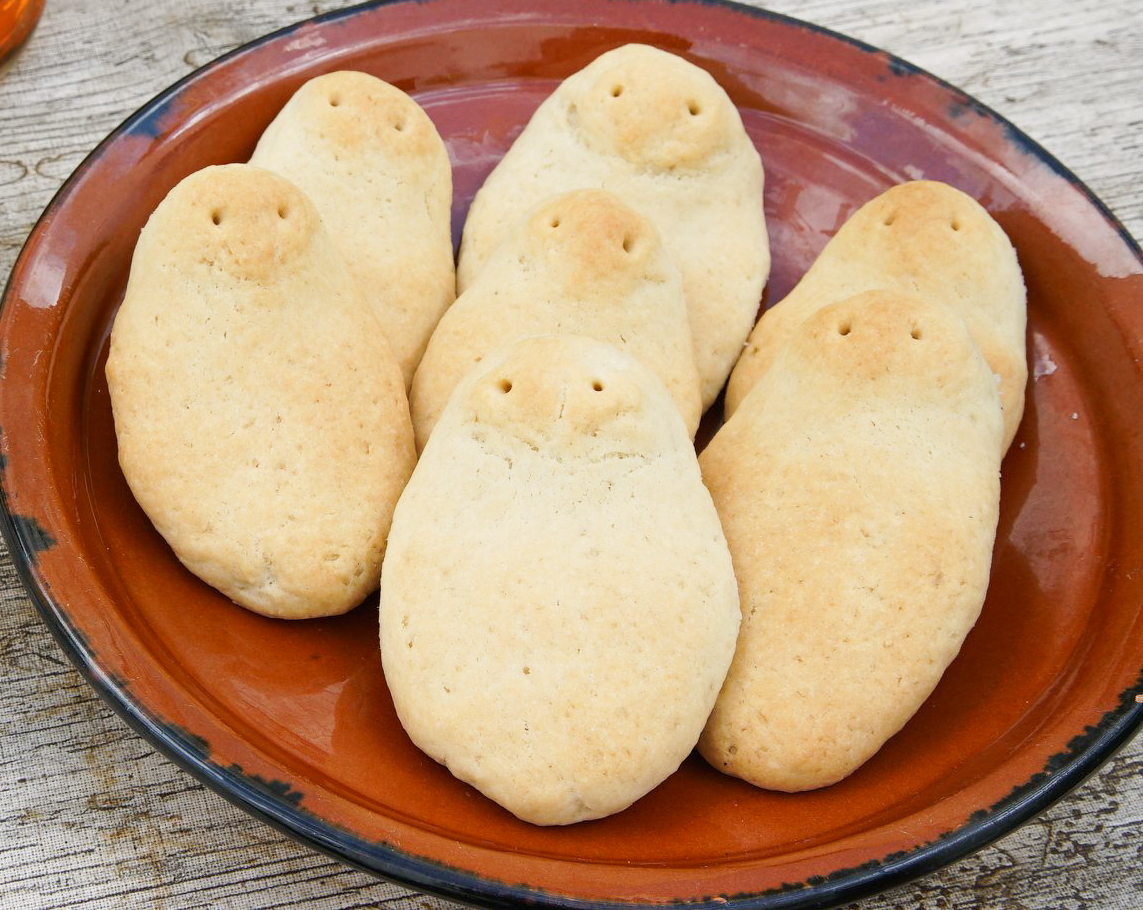
Panets de mort de Menorca, receta antigua recuperada por R. Rotger

En las islas Baleares, antiguamente por Tots Sants se hacían panets de mort (‘panecitos de muerto’), unos panes diminutos con forma antropomórfica (de persona muerta) o zoomórfica (de conejo). Se tiene constancia de ellos ya en el s. XVII. Estos panecitos se hilaban en una cuerda en forma de rosario y se regalaba a los niños de la casa para enseñarles la costumbre de rezar y llorar la muerte de sus difuntos el 1 de noviembre. En origen se hacían con masa de pan, pero luego se sustituyó por «masa real» (mazapán). En el caso de Menorca, los panets de mort están documentados en el recetario De re cibaria (1923), uno de los más completos sobre la cocina isleña. En el artículo «Costumbres Menorquinas» de la revista Menorca Gráfica (13 de noviembre de 1927, por Miguel Vilallonga) se habla de los panets de mort, típicos de Todos los Santos y Fieles Difuntos. Aunque por aquel entonces ya los daba por desaparecidos, indica que es probable que aún se hicieran en casas particulares. Dependiendo de la receta, estos panes se aromatizaban con anís (llamado batalafuga en menorquín). La receta fue recuperada por la investigadora culinaria menorquina Rosa Rotger.
En Valencia, la fogassa de Tots Sants es una coca o torta que se prepara en pueblos de las tres provincias, y es similar a un pan de brioche pero cuya masa incluye boniato (llamado también batata o camote), frutos secos y a veces anís.

## En América
Preparaciones de pan de Todos los Santos se encuentran en México, Perú, Bolivia y Ecuador. También han quedado registradas en Guatemala, Colombia y el norte de Argentina.
En la región andina, es tal la producción de panes durante Todos los Santos que la celebración es también conocida como «Fiesta del Pan». Entre los panes rituales de Bolivia, destacan la t'anta wawa o la torta potosina. Otro pan que se ofrece en memoria de los difuntos es el urpu o urpi, que significa ‘paloma’ en quechua, por la forma que se le da que representa este animal. También los hay de llamas, víboras, cóndores, etc.
En México existen una amplia variedad de panes de muerto hechos con masa enriquecida, algunos con forma humana, otros con forma animal, aunque el más común es el redondo con dos «huesitos» o tiras de masa cruzadas y espolvoreado con azúcar o ajonjolí (sésamo), que se ofrenda a los seres queridos fallecidos en el altar de muertos.